# Герб Каштелу-Бранку
Ге́рб Каште́лу-Бра́нку — офіційний символ містечка Каштелу-Бранку, Португалія. Використовується як територіальний герб. У червоному щиті срібний замок із чорними вікнами і брамами. Щит увінчує срібна мурована містечкова корона з чотирма вежами.  Під щитом біла стрічка, на якій великими літерами напис португальською: «cidade de Castelo Branco» (місто Каштелу-Бранку).  Офіційно затверджений 11 січня 1936 року.  Срібний замок символізує назву міста Каштелу-Бранку, що означає «Білий замок», або «Білгород».

## Галерея

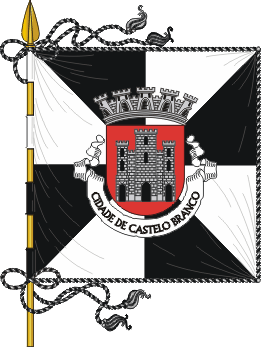
Прапор